# Rock and Roll YO
Rock and Roll Yo es el undécimo álbum de estudio en solitario del músico argentino Charly García, editado en el año 2003. Obtuvo críticas negativas de los medios y una recepción mayormente fría por parte del público. Es un disco lleno de matices y sonidos, que hacen que la voz de Charly García se integre perfectamente en las composiciones y pase a ser como un instrumento más.[cita requerida] Sus cortes de promoción fueron "Asesíname" (el videoclip cuenta con la actuación de Celeste Cid, y contiene imágenes de la telenovela Resistiré), "Cretino" y "Dileando con un alma (Que no puedo entender)".

## Descripción
Rock and Roll Yo es el segundo disco que Charly realizó para EMI. Tematicamente es una mezcla de descartes de las canciones del disco Influencia (2002) y algo del caos planificado de Say no More (1996). 
Este disco fue dedicado a su ex-guitarrista y amiga María Gabriela Epumer, quien falleció en junio de 2003, producto de un paro cardiorrespiratorio. En particular, la canción "Wonder (Love's in need of love today)", canción de Stevie Wonder que le encantaba a ella y ambos solían tocarla juntos en algunos conciertos. "Asesíname" fue la cortina de la serie Resistiré y acercó nuevamente a Charly a parte del público que no había podido seguir el viraje de su música. Sin contar que por tratarse de una serie protagonizada por artistas vinculados a los jóvenes, obtuvo una gran rotación en radios que habitualmente no pasaban canciones de él. Charly García bromeó diciendo que el disco se iba a llamar "Asesíname", como uno de los cortes de difusión, pero tenía miedo de que alguien se lo tomase en serio y lo matara.[cita requerida]
El disco abre con "Dileando con un alma (Que no puedo entender)", que Charly venía tocando en vivo desde las presentaciones de Influencia y le cambiaba la letra en cada una, hasta que encontró la que él consideró indicada. Al comienzo de la canción se oye un sample de la canción Hunger de Hans Zimmer, utilizada en la película Black Hawk Down. La canción "Cretino" fue compuesta en la época de Clics modernos (1983), pero recién fue grabada para este álbum.
Es interesante notar la cantidad de versiones que hay en el disco, aun teniendo en cuenta que dura treinta y ocho minutos. Solo cinco canciones originales son compuestas íntegramente por Charly García. Hay dos versiones de canciones de artistas estadounidenses, mientras que "VSD" (una abreviación de "Vos sos Dios") fue escrita por Joaquín Sabina y Mónica García (registrada como "SNM" en los créditos del disco). "VSD" también incluye guiños a la canción "Rock and Roll" de Led Zeppelin. También hay un reprise y versiones alternativas de "Asesíname" ("Asesíname Stone") y "VSD" ("Tango").
Sobre el diseño de la carátula del disco, solo aparece su título. "Rock and Roll" está escrito con la tipografía que usa la revista Rolling Stone en su título. Casualmente, las letras ele de "Roll" aparentan un número once, lo cual coincide con el hecho de que Rock and Roll Yo es el undécimo disco solista de Charly García sin colaboraciones con otros artistas.

## Lista de canciones
Todas las canciones escritas y compuestas por Charly García, excepto donde se indica. 
| N.º   | Título                                                  | Duración |  |
| 1.    | «Dileando con un alma (Que no puedo entender)»          | 4:10     |  |
| 2.    | «Rehén»                                                 | 3:54     |  |
| 3.    | «Asesíname»                                             | 3:43     |  |
| 4.    | «Linda bailarina» (Michael Brown)                       | 3:02     |  |
| 5.    | «Asesíname Stone»                                       | 3:41     |  |
| 6.    | «VSD» (SNM -Mónica García-, Joaquín Sabina)             | 3:25     |  |
| 7.    | «Tango» (SNM -Mónica García-)                           | 2:42     |  |
| 8.    | «Cretino»                                               | 5:00     |  |
| 9.    | «Rock and Roll YO»                                      | 4:31     |  |
| 10.   | «Wonder (Love's in need of love today)» (Stevie Wonder) | 3:38     |  |
| 11.   | «Dealer (Reprise)»                                      | 0:52     |  |
| 38:41 |                                                         |          |  |

## Músicos
- Charly García: voz, instrumentos, FX, dibujos.
- Tonio Silva Peña: batería.
- Kiuge Hayashida: guitarra.
- Carlos González: bajo (excepto en Wonder y Dealer).
- Hilda Lizarazu: voz en VSD.

## Certificaciones y ventas
| Territorio | Organismo certificador | Certificación | Ventas certificadas | Ref.  |
| ---------- | ---------------------- | ------------- | ------------------- | ----- |
| Argentina  | CAPIF                  | Oro           | 30 000              | [ 3 ] |